# Ruta Estatal de California 246
La Ruta Estatal de California 246, abreviada SR 246 (en inglés: California State Route 246) es una carretera estatal estadounidense ubicada en el estado de California. La carretera inicia en el Oeste desde los límetes de la ciudad de Lompoc en sentido Este hasta finalizar en la SR 154     en Santa Ynez. La carretera tiene una longitud de 41,8 km (26 mi).

## Mantenimiento
Al igual que las autopistas interestatales, y las rutas federales y el resto de carreteras estatales, la Ruta Estatal de California 246 es administrada y mantenida por el Departamento de Transporte de California por sus siglas en inglés Caltrans.